# 1/42
《1/42》，是日本樂團Mr.Children的現場專輯。1999年9月8日發行。

## 簡介
企劃盤性質的現場專輯，也作為Mr.Children的第8張專輯標記。是Mr.Children迄今唯一一張現場專輯，也是首次雙碟的專輯。內附演唱會期間Mr.Children的寫真。
「1/42」的意思是當年巡迴演唱會「Mr.Children Concert Tour '99 DISCOVERY」全42場中的其中一場。所有的曲目的音源都是來自1999年6月26日晚上在北海道札幌市的真駒內屋內競技場舉行的演唱會；Bonus Track《想擁抱你》的音源則是取自沖繩縣宜野灣市海濱公園野外劇場的演唱會。
當年2月專輯《DISCOVERY》剛發行，演唱會大部分歌曲都是《DISCOVERY》的收錄曲目。
限定50萬張發行，Oricon公信榜統計銷量達55.9萬張。

## 收錄曲目

### Disc One
1. DISCOVERY
2. Under-Shirt（アンダーシャツ）
3. 無名的詩（名もなき詩）
第一次全場觀眾合唱
4. Prism
5. Everything (It's you)
6. I'll be
演奏專輯版而不是單曲版
7. 花 -Mémento-Mori-
8. Simple

### Disc Two
1. Love Connection（ラヴ コネクション）
歌詞變成，變成
2. Dance Dance Dance
歌詞變成
3. 向西向東（ニシエヒガシエ）
原曲無安插間奏
4. La La La
全場觀眾合唱
5. Tomorrow never knows
前曲《La La La》全場觀眾合唱快要結束時突然開始《Tomorrow never knows》的intro
6. 無盡的旅程（終わりなき旅）
歌詞變成
7. 向光映射的地方（光の射す方へ）
曲終之後，全場觀眾清唱《innocent world》要求安可；樂團成員其後登場安可，唱起《innocent world》
8. innocent world（Encore）
9. Image（Encore）
10. 想擁抱你（Bonus Track）（抱きしめたい）

## 外部連結
- 唱片介紹（页面存档备份，存于） Mr.Children官方網站